# Orimarga pictula
Orimarga pictula là một loài ruồi trong họ Limoniidae. Chúng phân bố ở miền Australasia.